# HD 188642
HD 188642，又名CD-3813776，SAO 211686、HR 7605，是一颗恒星，视星等为6.55，位于銀經2.33，銀緯-28.74，其B1900.0坐标为赤經19h 51m 0.8s，赤緯-38° -28.74′ 21″。